# Гробница на Цецилия Метела
Гробницата на Цецилия Метела (итал.: Tomba di Cecilia Metella) e античен паметник в Рим, импозантен монумент, намиращ се на третия километър на Виа Апиа.
Гробницата e построена през 1 век пр.н.е. за Цецилия Метела Кретика, дъщеря на генерал Квинт Цецилий Метел Кретик и снаха на Крас.
Тя e кръгла, с диаметър 20 м и височина 11 м, построена върху постамент, висок 8 м.
През 11 век е използвана с отбранителна цел от графовете на Тускулум. През 1299 г. благородническата фамилия Каетани назначително престроява гробницата (поставени са „зъбите“ на стената), превръщайки я в кула на крепостта им. Саркофагът на Цецилия Метела днес се намира в Палацо Фарнезе.